# Tholymis citrina
Tholymis citrina är en trollsländeart som beskrevs av Hagen 1867. Tholymis citrina ingår i släktet Tholymis och familjen segeltrollsländor. Inga underarter finns listade i Catalogue of Life.

## Bildgalleri

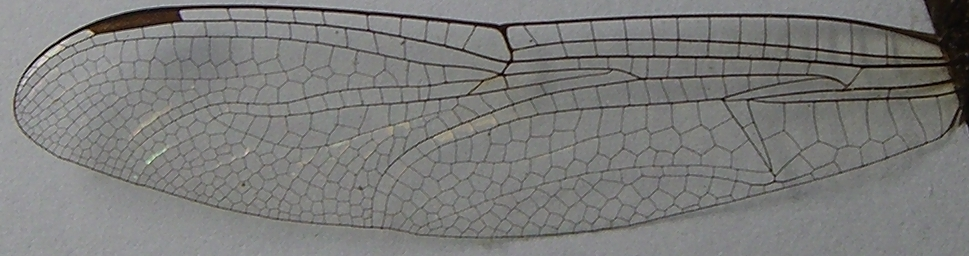